# أيه كيه أم

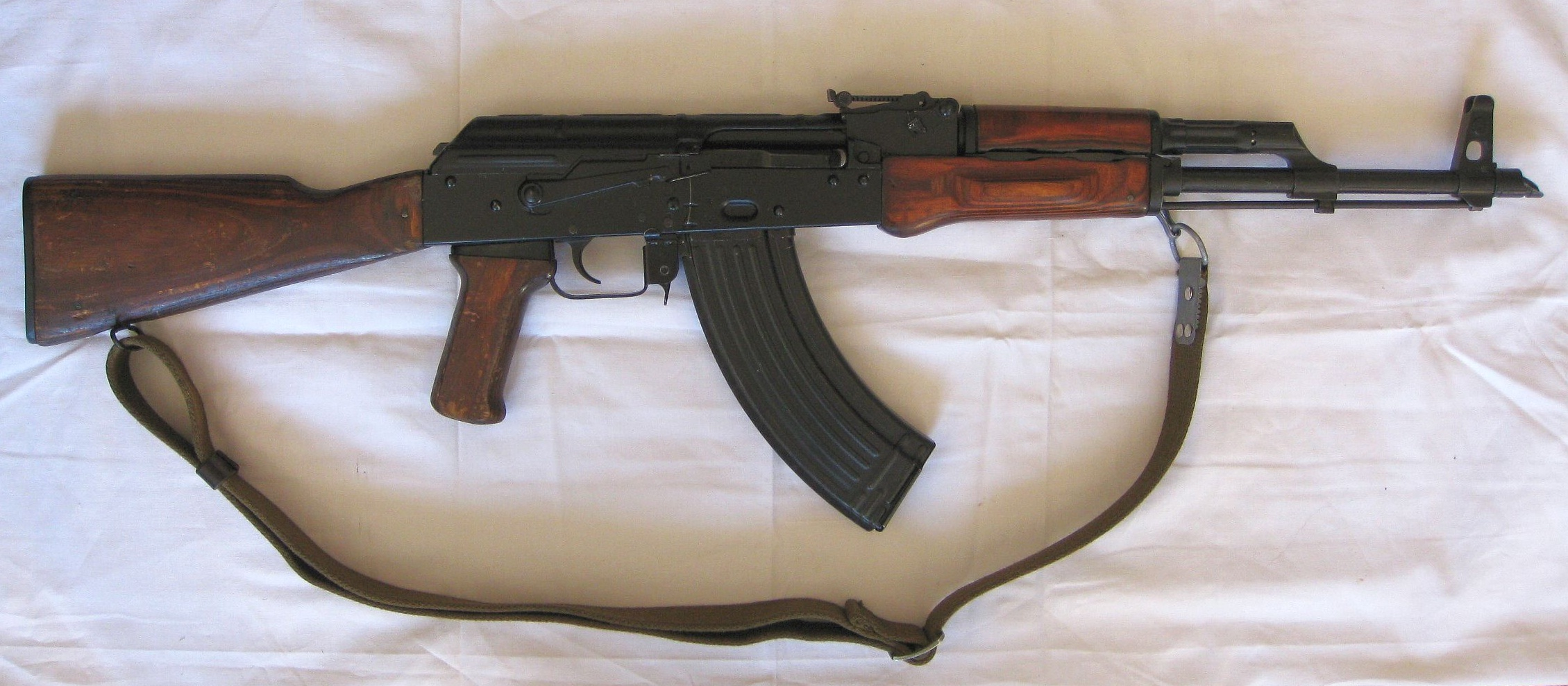
نسخة أيه كيه أم يعود تاريخها الي عام 1960م.

أيه كيه أم أو بندقية كلاشنكوف الآلية الحديثة (بالإنجليزية: AKM)‏ (بالروسية: Автомат Калашникова Модернизированный) هي بندقية اقتحام ونسخة مطورة من بندقية كلاشنكوف الأصلية. اخترعت في الاتحاد السوفييتي وبدأت الخدمة سنة 1959م. كما انتشرت بشكل واسع في دول حلف وارسو سابقا.
استمر تصنيعها حتى أواخر السبعينات عندما حلت بندقية الكلاشنكوف 74 محلها.
أنتجت شركة المعادي للصناعات الهندسية في مصر نسخة محلية يطلق عليها رشاش المعادي وكان ذلك في السبعينيات، ولازال مستخدماً لدى الجيش المصري.

## المستخدمون
- ألبانيا[2]
- الجزائر[2]
- أنغولا [2]
- أرمينيا[2]
- أذربيجان[2]
- بنغلاديش[2]
- بيلاروسيا[2]
- بنين[2]
- البوسنة والهرسك[2]
- بوتسوانا[2]
- بلغاريا:أنتاج محلي [2][3]
- كمبوديا[2]
- جمهورية أفريقيا الوسطى[2]
- الرأس الأخضر[2]
- تشاد[2]
- تشيلي[4]
- جزر القمر[2]
- جمهورية الكونغو[2]
- كوبا[2]

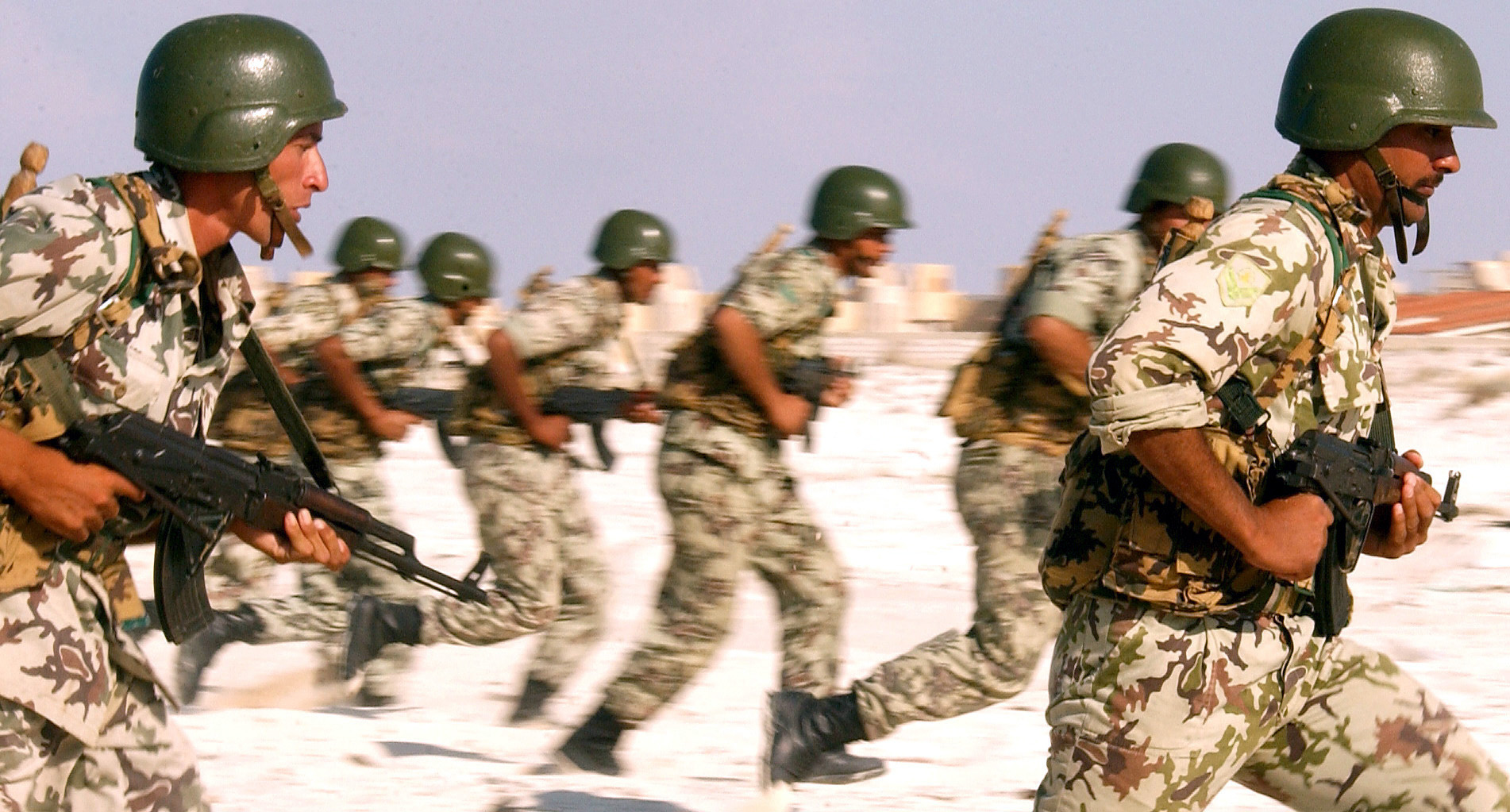
تدريب للجيش المصري باستخدام أيه كيه أم (رشاش المعادي)

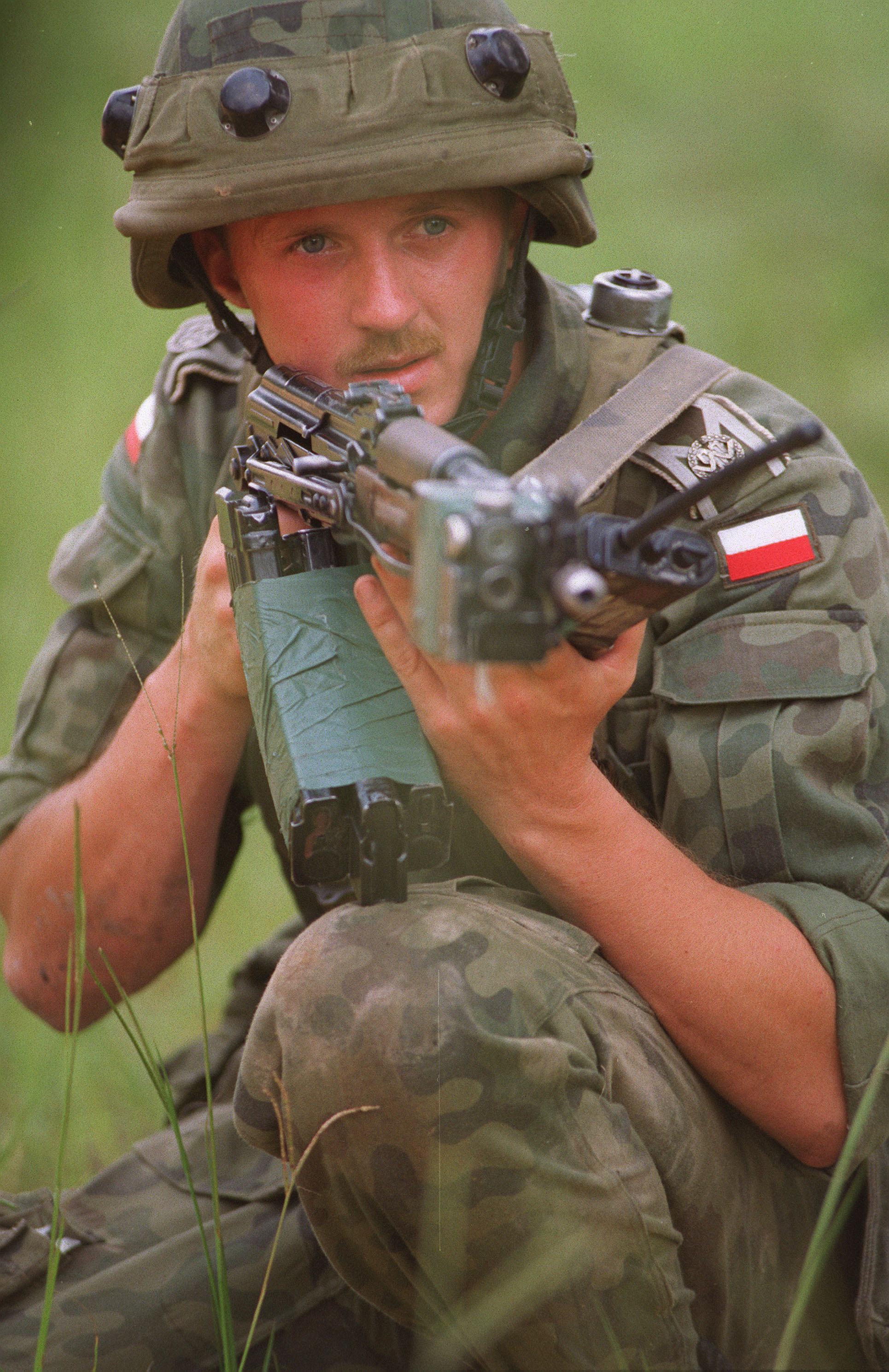
تدريب جندي بولندي باستخدام خاصية التصويت بالليزر.

- جمهورية الكونغو الديمقراطية[2]
- ألمانيا الشرقية[5]
- مصر[6][7][8][9]
- غينيا الإستوائية[2]
- إريتريا[2]
- إستونيا[2]
- فنلندا.[10]
- الغابون[2]
- جورجيا[2]
- غينيا[2]
- غينيا بيساو[2]
- غيانا[2]
- المجر:.[2]
- الهند[2]
- إيران[2]
- العراق[2]
- إسرائيل:[2]
- كازاخستان[2]
- لاوس[2]
- لاتفيا[2]
- ليسوتو[2]
- ليبيريا[2]
- ليبيا[2]
- ليتوانيا[2]
- مدغشقر[2]
- مالي[2]
- مولدوفا[2]
- منغوليا[2]
- المغرب[2]
- موزمبيق[2]
- كوريا الشمالية[2][11]
- باكستان[2]
- البيرو[2]
- بولندا[3][5]
- قطر[2]
- جمهورية مقدونيا[2]
- رومانيا[2][3]
- روسيا:[2] لا تزال تستخدم بشكل محدود وتم إستبدالها رسميا في الوحدات العسكرية بالطراز أيه كيه 74.
- ساو تومي وبرينسيب[2]
- السعودية[12]
- صربيا[2]
- سيشل[2]
- سيراليون[2]
- سلوفينيا[2]
- الصومال[2]
- السودان[2]
- سورينام[2]
- سوريا[2]
- طاجيكستان[2]
- تنزانيا[2]
- توغو[2]
- تركيا[2]
- تركمنستان[2]
- أوكرانيا[2] لا تزال تستخدم بشكل محدود وتم إستبدالها رسميا في الوحدات العسكرية بالطراز أيه كيه 74.
- الإمارات العربية المتحدة[2]
- أوزبكستان[2]
- فيتنام.[2]
- اليمن[2]
- يوغوسلافيا
- زامبيا[2]
- زيمبابوي[2]